# Manage
Manage (en való Manadje) és un municipi belga de la província d'Hainaut a la regió valona. Comprèn les localitats de Manage, Bellecourt, Bois-d'Haine, Fayt-lez-Manage i La Hestre. Limita amb els municipis de Chapelle-lez-Herlaimont, La Louvière, Morlanwelz i Seneffe.

## Agermanaments
- Landrecies
- Sent Laurenç de Medoc
- Bevagna